# Ingenio et arti

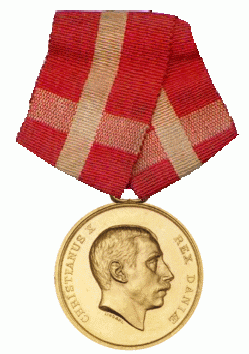
Ingenio et arti, Vorderseite und Band

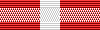
Ingenio et arti, Bandschnalle

Ingenio et arti (aus dem Lateinischen: Für Wissenschaft und Kunst) ist eine dänische Verdienstmedaille, die prominenten dänischen und ausländischen Wissenschaftlern und Künstlern vom amtierenden dänischen König oder Königin verliehen wird. Der Ehrenpreis wurde von Christian VIII. im Jahr 1841 gestiftet und konnte an Frauen und Männer verliehen werden. Die Auszeichnung war somit eine Ausnahme für alle anderen dänischen Orden und Ehrungen wie Dannebrogorden (seit 1219) und Elefanten-Orden (seit 1462), die ausschließlich Männern vorbehalten waren. Frühe Empfängerinnen waren z. B. im Jahr 1892 Bertha Wegmann und 1917 Emilie Ulrich. Der Namenszusatz der Auszeichnung lautet „M.i.&a.“
Der Regent entscheidet, wer die Verdienstmedaille erhält, was zu einer unregelmäßigen Verteilungspraxis führt, im Durchschnitt weniger als zweimal pro Jahr. Die erste Medaille erhielt am 1. Dezember 1841 der französische Historiker und Übersetzer Charles-Henri Ternaux-Compans. Jüngster Empfänger ist der Choreograph und Ballettdirektor John Neumeier, den Königin Magarethe II. am 19. Mai 2021 auszeichnete. Weitere Preisträger sind die Künstler Anna Ancher und Bjørn Nørgaard, die Schriftstellerin Karen Blixen und die Balletttänzerin Kirsten Simone.

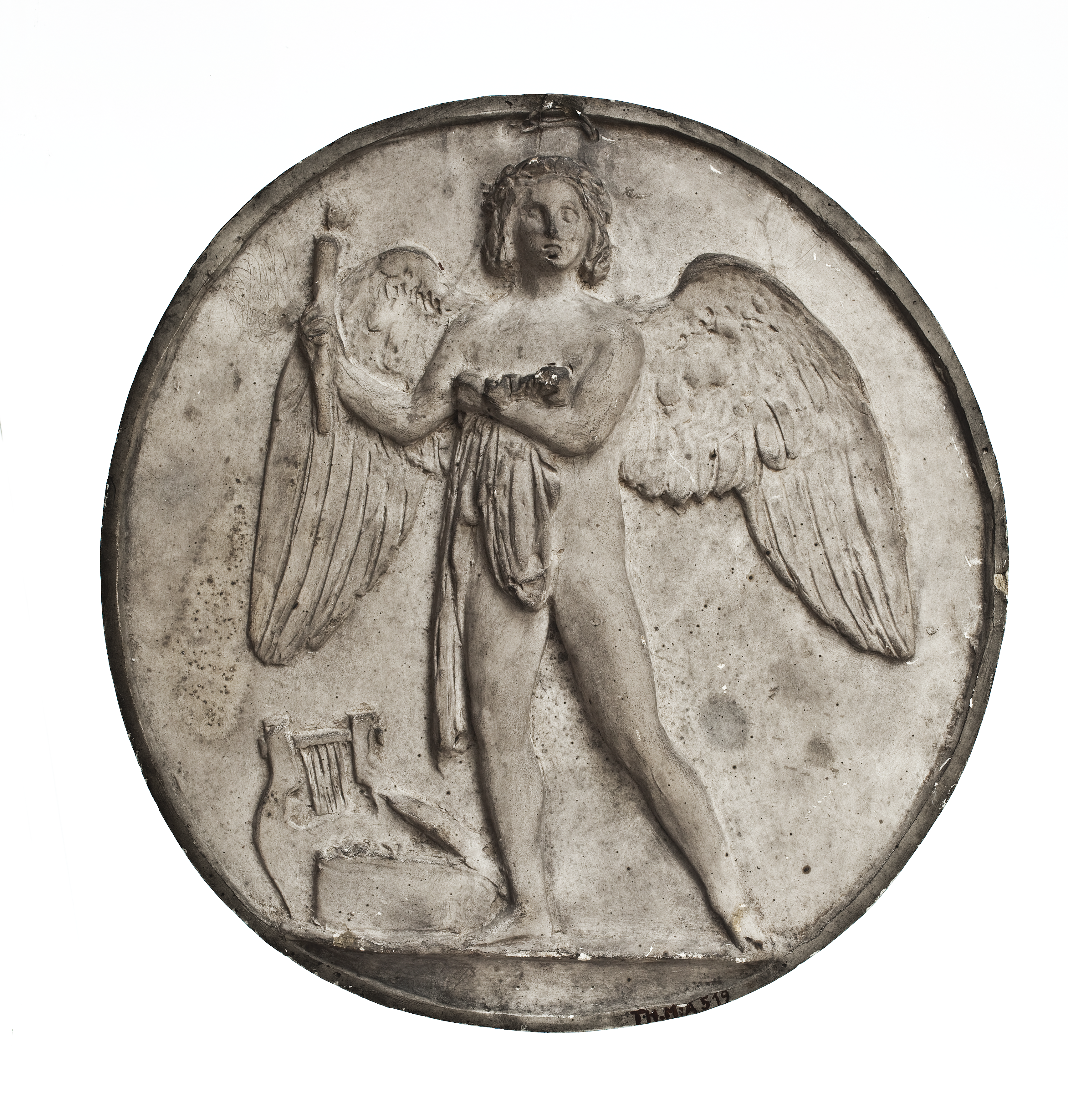
Rückseite der “Ingenio et arti” Medaille

Die Vorderseite der Medaille trägt das Porträt und den Namen des Regenten mit dem Zusatz Rex Daniæ (lateinisch: König von Dänemark).
Auf der Rückseite befindet sich ein Relief mit einer geflügelten Figur (Titel: „Das Genie des Lichts“), geschaffen vom dänischen Bildhauer Bertel Thorvaldsen (1770–1844).
Im Jahr 1853 inspirierte die dänische Medaille „Ingenio et arti“ den schwedischen Kronprinzen und späteren König Karl XV. (Schweden), eine ähnliche Medaille Litteris et Artibus für Kunst und Literatur zu stiften, die erstmals 1860 verliehen wurde.

## Geschichte
König Christian VIII. schrieb am 25. Oktober 1841 an seinen Finanzminister, dass dieser von der Medaille 10 Exemplare in Gold und 20 Exemplare in Silber prägen lassen solle, um sie an Wissenschaftler und Künstler mit der Aufschrift „Ingenio et arti“ verleihen zu können. Die damit verbundenen Kosten solle von der Privatkasse (dänisch Partikulærkasse) getragen werden. Die Privatkasse stand den Königen zur Deckung ihrer persönlichen Ausgaben zur Verfügung. Im Dezember 1845 wurden weitere 7 Goldmedaillen bestellt. Allerdings sind nur 10 der Preisträger identifiziert bzw. nicht alle Erstausfertigungen der Medaille vergeben.
Der Solotänzerin Elna Jørgen-Jensen, die 1922 die Medaille erhalten hatte, wurde am 29. November 1946 als erster und bisher einziger die Medaille durch eine königliche Anordnung wieder entzogen. Sie war Mitglied in der Dänischen Nationalsozialistischen Arbeiterpartei gewesen und hatte sich während des Zweiten Weltkriegs an nationalsozialistischer Propaganda in Dänemark beteiligt. In einem Prozess nach der deutschen Besatzung wurde sie zu einer zweieinhalbjährigen Gefängnisstrafe verurteilt.

## Träger der MedailleIngenio et arti

### Unter KönigChristian VIII.(1786–1848)
- 1841, 1. Dezember: Charles-Henri Ternaux-Compans (1807–1864), französischer Historiker und Übersetzer
- 1841, 2. Dezember: Auguste Jal (1795–1873), französischer Seeoffizier und Schriftsteller
- 1841, 3. Dezember: Hippolyte Gaucheraud (?–1874), französischer Historiker
- 1841, 4. Dezember: Jean Jacques Altmeyer (1804–1877), belgischer Historiker
- 1841, 5. Dezember: Rudolf Christian Böttger (1806–1881), deutscher Physiker und Chemiker
- 1841, Tag unbekannt: Jens Peter Møller (1783–1854), dänischer Maler und Restaurator
- 1842, 7. Juli: Alexis de Guignard, Comte de Saint-Priest (1805–1851), französischer Diplomat und Historiker
- 1846, 4. Februar: Karl Ludwig Hencke (1793–1866), deutscher Astronom
- 1846, 21. April: Peter Wilhelm Lund (1801–1880), dänischer Zoologe und Paläontologe
- 1846, 31. Dezember: Johann Gottfried Galle (1812–1910), deutscher Astronom

### Unter KönigFrederik VII.(1848–1863)
- 1857, 9. Februar: Edward Young (1823–1882), österreichischer Maler
- 1857, 31. August: Christian Høegh-Guldberg (1802–1879), dänischer Kunstfeuerwerker
- 1857, 9. Dezember: Christopher Budde-Lund (1807–1861), dänischer Offizier
- 1858, 31. Januar: Frederik Baron Rosenkrantz (1822–1905), dänischer Offizier
- 1858, 1. Februar: Carl Georg Enslen (1792–1866), deutscher Reisemaler
- 1858, 24. April: Benjamin Leja (1797–1870), schwedischer Hofoptiker
- 1859, 15. Februar: Bernhard Carl Levy (1817–1863), französischer Chemiker
- 1860, 22. November: Maria Bojesen (1807–1898), dänische Schriftstellerin
- 1861, 8. Februar: Jacob Kornerup (1825–1913), dänischer Architekturmaler
- 1861, 6. April: Carl Johan Anker (1835–1903), norwegischer Offizier und Schriftsteller
- 1861, 22. Oktober: Rudolph Striegler (1816–1876), dänischer königlicher Hofphotograph
- 1861, 22. Oktober: Vilhelm Christesen (1822–1899), dänischer Gold- und Silberfabrikant
- 1862, 4. März: Peter Emanuel Schmidt (1829–1893), dänischer Hof- und Heeresinstrumentenbauer
- 1862, 8. April: Wilhelmina Neruda (1838–1911), österreich-ungarische Violonistin
- 1862, 10. November: Jules Delépierre (1820–?), französischer Musiker
- 1862, 8. Dezember: Abraham Lundquist (1817–1892), schwedischer Musikalienhändler

### Unter KönigChristian IX.(1863–1906)
- Während der Regentschaft von König Christian IX. von Dänemark wurden keine Verdienstmedaillen Ingenio et arti vergeben.

### Unter KönigFrederik VIII.(1906–1912)
- 1907, 9. Februar: Betty Nansen (1873–1943), dänische Schauspielerin, Theaterleiterin und Regisseurin.
- 1907, 21. April: Erika Wedekind (1869–1944), deutsche Opernsängerin (Sopran)
- 1907, 5. Juli: Arthur Schulz (1873–1943), deutscher  Bildhauer
- 1908, 1. Januar: Nielsine Petersen (1853–1916), dänische Bildhauerin
- 1908, 14. September: Emma Thomsen (1863–1910), dänische Schauspielerin
- 1909, 31. Oktober: Sara Jane Cahier (1870–1951), österreichisch-ungarische Opernsängerin (Mezzosopran)
- 1910, 31. August: Anna Bloch (1868–1953), dänische Schauspielerin
- 1910, 14. November: Mathilde Mann (1859–1925), deutsche Übersetzerin und Lektorin
- 1910, 17. Dezember: Oda Nielsen (1851–1936), dänische Schauspielerin

### Unter KönigChristian X.(1912–1947)
- 1913, 22. Januar: Anna Ancher (1859–1935), dänische Malerin des Impressionismus
- 1913, 10. Mai: Johanne Dybwad (1867–1950), norwegische Schauspielerin und Regisseurin
- 1915, 19. April: Elisabeth Dons (1864–1942), dänische Opernsängerin
- 1915, 17. November: Anders de Wahl (1869–1956), schwedischer Schauspieler
- 1916, 6. Januar: Ellen Beck (1873–1953), dänische königliche Kammersängerin
- 1917, 21. Mai: Emilie Ulrich (1872–1952), dänische königliche Kammersängerin
- 1918, 14. Januar: Johanne Stockmarr (1869–1944), dänische Hofpianistin
- 1918, 1. Juni: Valborg Borchsenius (1872–1949), dänische Ballerina und Ballettlehrerin
- 1921, 6. September: Marie Leconte (1869–1947), französische Schauspielerin
- 1922, 21. Februar: Berta Morena (1878–1952), deutsche Kammersängerin und Hofopernsängerin (Sopran)
- 1922, 29. März: Elna Jørgen-Jensen (1890–1969), dänische Solotänzerin
- 1922, 23. September: Jonna Neiiendam (1872–1938), dänische Schauspielerin
- 1922, 23. September: Bodil Ipsen (1889–1964), dänische Schauspielerin und Filmregisseurin
- 1922, 23. September: Tenna Kraft (1885–1954), dänische Opernsängerin (Sopran)
- 1923, 3. Dezember: Sigrid Neiiendam (1868–1955), dänische Schauspielerin
- 1923, 26. März: Agnes Adler (1865–1935), dänische Pianistin
- 1923, 26. Oktober: Adeline Genée-Isitt (1878–1970), dänische Ballerina
- 1924, 12. September: Dien Logeman (1864–1925), belgischer Übersetzer
- 1924, 25. September: Mathilde Nielsen (1858–1945), dänische Schauspielerin
- 1925, 1. April: Anna Jacobsen (1857–1926), dänische Schauspielerin
- 1926, 2. Juni: Ida Møller (1872–1947), dänische Opernsängerin (Sopran)
- 1926, 2. Juni: Ingeborg Nørregaard Hansen (1874–1941), dänische Opernsängerin (Sopran)
- 1926, 29. Oktober: Paul Rung-Keller (1879–1966), dänischer Komponist und Organist
- 1927, 30. Mai: Anna Pawlowna Pawlowa (1881–1931), russische Balletttänzerin
- 1927, 17. November: Anne Marie Carl Nielsen (1863–1945), dänische Bildhauerin
- 1928, 31. Januar: Nanny Larsén-Todsen (1884–1982), schwedischer Hofsänger
- 1928, 5. Mai: Maria Jeritza (1887–1982), tschechisch-österreichisch-amerikanische Opernsängerin (Sopran)
- 1928, 11. Mai: Gertrud Pålson-Wettergren (1897–1991), schwedische Opernsängerin
- 1929, 7. Dezember: Gerda Christophersen (1870–1947), dänischer Theaterdirektor
- 1931, 13. Januar: Emmi Leisner (1886–1958), deutsche Opernsängerin (Alt)
- 1931, 9. Mai: Pauline Brunius (1881–1954), schwedische Schauspielerin
- 1931, 27. August: Clara Pontoppidan (1883–1975), dänische Theater- und Filmschauspielerin.
- 1931, 14. Oktober: Gabrielle Robinne (1886–1980), französische Theater- und Filmschauspielerin
- 1931, 14. Oktober: Suzanne Devoyod (1867–1954), französische Schauspielerin
- 1932, 29. Februar: Elisabeth Schumann (1891–1952), deutsche Opernsängerin (Sopran)
- 1932, 10. März: Bergliot Ibsen (1869–1953), norwegische Opernsängerin
- 1932, 3. Juni: Agnes Slott-Møller (1862–1937), dänische Malerin
- 1933, 14. März: Else Skouboe (1898–1950), dänische Schauspielerin
- 1933, 10. Mai: Britta Hertzberg (1901–1976), schwedische Opernsängerin
- 1933, 3. September: Jeanne-Louise Ternaux-Compans Hermite (1886–1958), französischer Schriftsteller
- 1933, 18. Oktober: Frida Leider (1888–1975), deutsche Opernsängerin (Sopran)
- 1933, 30. November: Hans Hartvig Seedorff (1892–1986), dänischer Lyriker
- 1933, 4. Dezember: Poul Reumert (1883–1968), dänischer Schauspieler
- 1934, 23. März: Axel Juel (1883–1948), dänischer Schriftsteller
- 1934, 4. Mai: Karen Caspersen (1890–1941), dänische Schauspielerin
- 1934, 29. Mai: Ingeborg Steffensen (1888–1964), dänische Opernsängerin (Mezzosopran).
- 1934, 18. Mai: Gyrithe Lemche (1866–1945), dänische Schriftstellerin
- 1934, 26. Juni: Helga Görlin (1900–1993), schwedische Opernsängerin
- 1934, 23. Oktober: Kaja Eide Norena (1884–1968), norwegische Opernsängerin (Sopran)
- 1934, 2. Dezember: Augusta Blad (1871–1953), dänische Theater- und Filmschauspielerin
- 1934, 2. Dezember: Ulla Poulsen Skou (1905–2001), dänische Ballerina
- 1935, 30. Januar: Gunna Breuning-Storm (1891–1966), dänische Kofpianistin
- 1935, 18. November: Carl Gandrup (1880–1936), dänischer Schriftsteller
- 1936, 29. April: Tora Teje (1893–1970), schwedische Schauspielerin
- 1936, 30. April: Hilda Borgström (1871–1953), schwedische Schauspielerin
- 1936, 16. September: Agnes Lindh (1872–1952), finnische Schauspielerin
- 1936, 23. September: Lauritz Melchior (1890–1973), dänischer Opernsänger (Heldentenor)
- 1937, 24. Mai: Agis Winding (1875–1943), dänischer Schauspieler
- 1937, 14. Juni: Lilly Lamprecht (1887–1976), dänische Opernsängerin
- 1937, 25. Oktober: Madeleine Bréville-Silvain (1909–?), französische Schauspielerin
- 1938, 30. November: Else Højgaard (1906–1979), dänische Ballerina und Schauspielerin
- 1938, 30. November: Margot Lander (1910–1961), dänische Ballerina
- 1938, 30. November: Henrik Bentzon (1895–1971), dänischer Schauspieler
- 1939, 30. Januar: Johannes Buchholtz (1882–1940), dänischer Schriftsteller
- 1939, 17. November: Ellen Jørgensen (1877–1948), dänischer Historiker
- 1939, 1. Dezember: Karin Nellemose (1905–1993), dänische Schauspielerin
- 1939, 18. Dezember: Robert Storm Petersen (1882–1949), dänischer Maler und Cartoonist
- 1940, 12. November: Charlotte Wiehe-Berény (1865–1947), dänische Schauspielerin
- 1941, 25. Februar: Valfrid Palmgren Munch-Petersen (1877–1967), dänischer Philosoph
- 1941, 2. Dezember: Anna Borg (1903–1963), dänische Schauspielerin
- 1942, 1. Dezember: Else Schøtt (1895–1989), dänische Opernsängerin

### Unter KönigFrederik IX.(1947–1972)
- 1947, 27. September: Henrik Lund (1875–1948), grönländischer Dichter, Pastor, Missionar und Maler
- 1947, 27. September: Evelyn Heepe (1880–1955), dänische Erzählerin
- 1947, 14. November: Herluf Jensenius (1888–1966), dänischer Zeichner
- 1948, 5. Januar: Mogens Wöldike (1897–1988), dänischer Dirigent und Chorleiter
- 1948, 14. Dezember: Kaare Borchsenius (1874–1960), dänischer Regisseur
- 1949, 21. Januar: Edith Rode (1879–1956), dänische Schriftstellerin
- 1949, 21. Januar: Albert Høeberg (1879–1949), dänischer Opernsänger
- 1949, 5. Juni: Hans Beck (1861–1952), dänischer Ballettmeister
- 1950, 14. Januar: Henrik Malberg (1873–1958), dän. Schauspieler
- 1950, 6. März: Robert Neiiendam (1880–1960), dänischer Theaterhistoriker
- 1950, 25. September: Karen Blixen (1885–1962), Schriftstellerin
- 1950, 3. Dezember: Ellen Gottschalch (1894–1981), dänische Schauspielerin
- 1951, 27. April: Béatrice Bretty (1893–1982), französische Schauspielerin
- 1951, 17. Juni: Jacob Paludan (1896–1975), dänischer Schriftsteller
- 1951, 25. Oktober: Thorkild Roose (1874–1961), dänischer Schauspieler
- 1951, 3. Dezember: Bodil Kjer (1917–2003), dänische Schauspielerin
- 1951, 3. Dezember: Gerda Karstens (1903–1988), dänische Primaballerina
- 1952, 13. Juli: Jonathan Petersen (1881–1961), grönländischer Schriftsteller, Komponist und Dichter
- 1952, 26. September: Thomas Jensen (1898–1963), dänischer Dirigent und Kapellmeister
- 1953, 24. November: Else Brems (1908–1995), dänische Opernsängerin (Kontraalt)
- 1954, 9. Februar: Poul Wiedemann (1890–1969), dänischer Opernsänger
- 1954, 10. Mai: Erik Henning-Jensen (1887–1954), dänischer Theaterdirektor
- 1955, 26. Januar: Paul Bergsøe (1872–1963), dänischer Chemiker, Ingenieur und Schriftsteller
- 1955, 24. März: Jean Hersholt (1886–1956), dänisch-amerikanischer Schauspieler und Philanthrop
- 1955, 26. März: Margaret Rutherford (1892–1972), britische Schauspielerin
- 1955, 16. September: Johannes Meyer (1884–1972), dänischer Schauspieler
- 1956, 3. Dezember: Holger Byrding (1891–1980), dänischer Opernsänger
- 1961, 23. Juli: Sam Besekow (1911–2001), dänischer Regisseur
- 1963, 25. Juni: Carl Theodor Dreyer (1889–1968), dänischer Filmregisseur und Drehbuchautor
- 1964, 9. März: Victor Schiøler (1899–1967), dänischer Pianist
- 1966, 8. Juni: Julius Bomholt (1896–1969), dänischer Kulturpolitiker
- 1969, 26. September: Harald Lander (1905–1971), dänischer Ballettmeister
- 1969, 3. Dezember: Einar Nørby (1896–1983), dänischer Opernsänger
- 1970, 1. Dezember: Svend Thorsen (1895–1971), dänischer Schriftsteller
- 1971, 5. Juli: Carl Erik Martin Soya (1896–1983), dänischer Schriftsteller
- 1971, 3. Dezember: Elith Pio (1887–1983), dänischer Schauspieler

### Unter KöniginMargrethe II.(1972–2024)
- 1972, 15. September: Christian Elling (1901–1974), dänischer Kunsthistoriker
- 1972, 3. Dezember: John Price (1913–1996), dänischer Schauspieler
- 1973, 5. Januar: Hans Bendix (1898–1984), dänischer Zeichner
- 1973, 23. Mai: Birgit Nilsson (1918–2005), schwedische Opernsängerin (Sopran)
- 1974, 3. Dezember: Torben Anton Svendsen (1904–1980), dänischer Regisseur
- 1978, 1. November: Peter Vilhelm Glob (1911–1985), dänischer Prähistorischer Archäologe, Museumsleiter und Reichsantiquar (dänisch Rigsantikvar)
- 1981, 27. Februar: William Heinesen (1900–1991), Schriftsteller der Färöer
- 1985, 11. Dezember: Piet Hein (1905–1996), dänischer Wissenschaftler und Schriftsteller
- 1986, 12. September: Martha Graham (1894–1991), eine US-amerikanische Tänzerin, Choreografin und Tanzpädagogin
- 1986, 9. Dezember: Knud W. Jensen (1916–2000), dänischer Kunstsammler und Museumsdirektor
- 1989, 13. Februar: Frederik Julius Billeskov Jansen (1907–2002), dänischer Schriftsteller
- 1990, 16. April: Erik Fischer (1920–2011), dänischer Historiker
- 1992, 4. Juni: Olaf Olsen (1928–2015), dänischer Historiker
- 1994, 3. Dezember: Niels Bjørn Larsen (1913–2003), dänischer Ballettmeister am Den Kongelige Ballet in Kopenhagen
- 1995, 30. August: Francesco Cristofoli (1932–2004), dänischer Operndirektor und Dirigent
- 1998, 3. Dezember: Jørgen Reenberg (1927–2023), dänischer Schauspieler
- 1999, 8. Oktober: Bjørn Nørgaard (* 1947), dänischer Bildhauer
- 2001: Kirsten Simone (* 1934), dänische Solotänzerin
- 2001: Per Kirkeby (1938–2018), dänischer Maler und Schriftsteller
- 2006: Ghita Nørby (* 1935), dänische Schauspielerin
- 2011: Kasper Holten (* 1973), dänischer Theaterdirektor des königlichen Theaters in Kopenhagen
- 2013: Hans Edvard Nørregård-Nielsen (1945–2023), dänischer Kunsthistoriker
- 2021, 19. Mai: John Neumeier (* 1942), US-amerikanischer Ballettdirektor